# Tolkala
Tolkála so glasbila, na katera igramo tako, da z roko ali s paličastimi pripravami (tolkalci) udarjamo nanje. To poimenovanje izhaja iz načina igranja na te instrumente, sicer pa se v akustičnem smislu delijo v dve skupini: idiofone in membranofone. Pri idiofonih (samozvenečih) zveni snov, iz katere je narejeno glasbilo, pri membranofonih pa zvenijo napete membrane, narejene iz ustrojene kože. Kot pri vseh ostalih resonatorjih, je višina tona odvisna od velikosti glasbila oziroma opne. Večji resonatorji nihajo počasneje in zato proizvajajo nižje frekvence, tj. nižje zvoke (tone). Tolkala bi lahko razdelili še na dve vrsti: na tista, ki intonirajo in tista, ki ne intonirajo (z nedoločljivo tonsko višino).
V primerjavi z ostalimi skupinami instrumentov glede na način izvajanja najdemo pri tolkalih največ različnih vrst instrumentov. V preteklih obdobjih klasične glasbe si je pot v simfonični orkester izborilo le malo od njih. V začetku so bile stalno zastopane samo pavke, ostala tolkala so nastopala le priložnostno.
Skupino tolkal v jazzovski ali zabavni glasbi imenujemo baterija.

## Vrste tolkal
membranofonska tolkala:
- pavke ali timpani
- boben
  - veliki boben (gran cassa)
  - vojaški boben
  - mali boben
  - tenorski boben
  - tamburin
    - španski tamburin
    - orkesterski tamburin
    - pandeira
    - provansalski tamburin
    - tamburin iz pokrajine Béarn

  - pokončni bobni (cassa rulante)
  - bongi
  - timbali
  - konge
  - tumba
  - mambo
- tarabuka
- džemba
- palčke
- taiko (tudi daiko)
  - učiva daiko

idiofonska tolkala:
- zvončki
- zvonovi
  - kravji zvonci
  - španski zvončki (cencerros)
  - vetrni zvončki (wind chimes)
- tubafon
- ksilofon
  - tenorski ksilofon
  - basovski ksilofon
  - marimba
- vibrafon
- celesta
- metalofon
- fleksaton
- pojoča žaga
- lotosova piščal
- gong
  - tam-tam
- činele (par)
  - samostoječa činela (piatto sospeso, v zabavni glasbi crash)
- triangel (tudi trikot)
- kastanjete
- klaves
- krotale
- raglja
- kraguljčki
- tom-tom
- temple block
- wood block
- marake (tudi rumba-krogle)
- tubo
- sapo
- guiro
- steklena harmonika
- nakovalo
- dromlja
- zemeljske plošče (earth plates)
- bič

....